# Google App Engine
Google App Engine (in sigla GAE o GAE/J o semplicemente App Engine) è una piattaforma come servizio (PaaS) di cloud computing per lo sviluppo e l'hosting di applicazioni web gestite dai Google Data Center (Centri gestione dati di Google).
Le applicazioni sono incapsulate per sicurezza in sandbox ed eseguite su più server.
App Engine offre una scalabilità automatica per le applicazioni a seconda del numero di richieste d'uso per quella applicazione, ed alloca in automatico più risorse per gestire la domanda addizionale.
Google App Engine è gratuito fino a un certo numero di risorse consumato, viene richiesto un compenso per spazio addizionale, banda o ore di istanza richieste dall'applicazione.
Fu pubblicata come versione in "anteprima" nell'aprile 2008 e divenne ufficiale nel settembre 2011.

## Lista di API

### Trusted Tester
Queste feature sono sperimentali e sono disponibili solo a un gruppo chiuso di "utenti fidati", a cui è richiesto di firmare un accordo di non divulgazione (NDA).
- Cloud Endpoints
- Monitoring API

### Sperimentali
Queste feature sono sperimentali. Non è garantito che diventino "GA" (vedi sotto) in future release di App Engine.
- Conversion API (Python, Java)
- Google Cloud Storage API (Python)
- Files API (Python, Java, Go)
- Full Text Search API
- MapReduce API (Python)
- Prospective Search API (Python, Java)
- ProtoRPC API (Python)
- Task Queue REST API (Python, Java)
- OAuth API (Python, Java, Go)
- OpenID (Python, Java, Go)
- App Identity API (Python, Java)
- Appstats Analytics (Python, Java, Go)

### Produzione (GA)
Queste feature sono disponibili al pubblico ("generally available" - GA), quindi coperte da SLA e politiche di obsolescenza.
- Blobstore API (Python, Java, Go)
- Capabilities API (Python, Java, Go)
- Channel API (Python, Java, Go)
- Datastore API (Python, Java, Go)
- Datastore Async API (Python, Java)
- Images API (Python, Java, Go)
- Log Service API (Python, Go)
- Mail API (Python, Java, Go)
- Memcache API (Python, Java, Go)
- Multitenancy API (Python, Java)
- Remote API (Java)
- SSL access on custom domains
- Task Queue API(Python, Java, Go)
- URLFetch API (Python, Java, Go)
- Users API (Python, Java, Go)
- XMPP API (Python, Java, Go)